# Подземный экскаватор
Экскаваторы подземные — шахтные машины, применяемые при погрузке горной массы в очистных забоях шахт, при погрузке крупнокусковой руды, отличающиеся от других экскаваторов малыми габаритами и металлической конструкцией основных рабочих органов.

## Характеристики подземных экскаваторов
- производительность — до 500 т в смену
- ёмкость ковша — от 0,75 м³
- высота кузова — от 2 м
- ширина кузова — от 2 м
- мощность двигателя — от 48 кВт
- глубина черпания — от 1 м
- масса — от 17 т

## Применение подземных экскаваторов
- погрузка горной породы горизонтальных подземных выработок
- погрузка пород в тоннелях
- погрузка полезных ископаемых в камерах

## Рабочие инструменты подземных экскаваторов
- ковш
- стрела
- тяговые цепи
- механизм открывания днища ковша
- поворотная платформа
- рукоять
- стойка

## Классификация подземных экскаваторов
- многоприводные подземные экскаваторы
- одноприводные подземные экскаваторы